# Đạp Thanh
Đạp Thanh là một xã thuộc huyện Ba Chẽ, tỉnh Quảng Ninh, Việt Nam.
Xã Đạp Thanh có diện tích 91,77 km², dân số năm 1999 là 1796 người, mật độ dân số đạt 20 người/km².